# Škoda 27T
Škoda 27T (CSR Y03) – тип двонаправленого трамвая, виготовленого в Китаї на заводі CRRC Qingdao Sifang за ліцензією, придбаною у Škoda Transportation.

## Дизайн
Тип 27T конструктивно походить від моделі Škoda 15T. 
Це трисекційний двонаправлений вагон із чотирма приводними візками без осей. 
Трамвай може бути оснащений допоміжними акумуляторами або водневим приводом (це перший в історії трамвай на водневому двигуні 
). 
Зовнішній вигляд розроблений виробником, китайською компанією «CRRC Qingdao Sifang» 
.

## Поставки
У 2013 році чеська «Škoda Transportation» уклала угоду з китайським заводом «CSR Qingdao Sifang» (у 2017 році перейменовано на «CRRC Qingdao Sifang»), за якою Китай отримав ліцензію та інформацію про технологію, яка дозволила виробляти 400 трамваїв 15T та їх модифікацій до 2023 року. Через рік у Циндао створений китайський прототип моделі 15T з використанням запчастин, привезених з Чехії. 
Наступні вагони вже адаптовані до вимог китайського ринку (двосторонній рух, кондиціонування салону, збільшена довжина і ширина). 
Вони отримали новий вигляд і нове маркування — Škoda класифікує цей тип як 27T, а китайський виробник використовує маркування CSR Y03. 
Перші два трамваї 27Т були оснащені візками від чеських трамваїв 15Т, наступні — з візками місцевого виробництва. 
Деякі інші запчастини також імпортуються з Чехії до Китаю 
.
Перші два прототипи 27T побудовані у 2015 році. 

Разом з наступними п'ятьма вони урочисто відкрили нову трамвайну систему в Циндао в 2016 році 
, 
яка складається з одного маршруту довжиною 8,8 км і 12 зупинок 
.
| Держава             | Місто               | Роки постачання     | Кіл-сть | Номери рухомого складу | Коментарі |             |
| ------------------- | ------------------- | ------------------- | ------- | ---------------------- | --------- | ----------- |
| Китай               | Циндао              | 2015                | 2       | QT001, QT002           | прототип  | [ 5 ] [ 6 ] |
| Китай               | Циндао              | 2016                | 5       | QT003–QT007            |           | [ 5 ] [ 6 ] |
| Загальна кількість: | Загальна кількість: | Загальна кількість: | 7       |                        |           |             |